# Raimo Ylipulli
Raimo Ylipulli (* 13. Juni 1970 in Rovaniemi) ist ein ehemaliger finnischer Skispringer.

## Werdegang
Ylipulli wurde Anfang 1986 mit nur 16 Jahren in das finnische Nationalteam aufgenommen und bestritt am 16. Februar 1986 sein erstes Weltcup-Springen beim Skifliegen in Vikersund. Er beendete das Springen auf dem 14. Platz.
Seine ersten Springen verliefen ohne nennenswerte Erfolge. Bei der Nordischen Skiweltmeisterschaft 1991 im Val di Fiemme konnte er im Springen auf der Normalschanze den 21. und auf der Großschanze den 20. Platz erreichen und gewann im Teamspringen gemeinsam mit Ari-Pekka Nikkola, Vesa Hakala und Risto Laakkonen die Silbermedaille hinter Österreich.
Beim Skifliegen am Kulm konnte er am 24. Februar 1991 konnte er erstmals in die Top 10 springen und erreichte am Ende den 5. Platz. In der Saison 1990/91 konnte er noch mehrmals Top-10-Platzierungen erreichen. Darunter auch sein bestes Einzelergebnis, ein 3. Platz auf der Großschanze am Štrbské Pleso am 30. März 1991. Er beendete die Saison auf Platz 15 in der Weltcup-Gesamtwertung. Er konnte an die Erfolge jedoch in den Folgesaisons nicht mehr anknüpfen. Lediglich im Teamspringen am 28. März 1992 in Planica konnte er gemeinsam mit Ari-Pekka Nikkola, Toni Nieminen und Risto Laakkonen nochmals mit Platz drei einen Podiumsplatz erreichen.
Bei den Olympischen Winterspielen 1994 in Lillehammer erreichte er auf der Großschanze im Einzel den 18. Platz und im Teamspringen gemeinsam mit Janne Ahonen, Jani Soininen und Janne Väätäinen den 5. Platz.
Nach den Olympischen Spielen absolvierte er noch vier Weltcup-Springen und beendete nach dem Springen im kanadischen Thunder Bay am 27. März 1994 seine aktive Springerkarriere.